# Чичеу-Поєнь
Чичеу-Поєнь, Чичеу-Поєні (рум. Ciceu-Poieni) — село у повіті Бистриця-Несеуд в Румунії. Входить до складу комуни Кеяну-Мік.
Село розташоване на відстані 354 км на північний захід від Бухареста, 36 км на північний захід від Бистриці, 68 км на північний схід від Клуж-Напоки.

## Населення
За даними перепису населення 2002 року у селі проживали 774 особи, усі — румуни. Рідною мовою 773 особи (99,9%) назвали румунську.